# JMW Motorsport
JMW Motorsport est une écurie britannique de sport automobile fondée en 2009 par Jim McWhirter et est basée à Colchester. L'équipe est engagée en European Le Mans Series et aux 24 Heures du Mans.

## Histoire
Jim McWhirter était le sponsor de l'écurie Virgo Motosport qui remporte la catégorie GT2 des Le Mans Series 2007 et 2008 lorsqu'il décide de créer sa propre structure en 2009. L'écurie débute alors avec une Ferrari F430 GTC utilisée auparavant par Virgo Motorsport mais choisit une Aston Martin V8 Vantage GT2 l'année suivante. Devant l'absence de résultat, la Ferrari 458 Italia GT2 est préférée depuis la saison 2011.
Sponsorisée par Dunlop, l'écurie organise depuis 2009 un concours pour définir la décoration extérieure de sa voiture lors des 24 Heures du Mans,.

## Palmarès
- 24 Heures du Mans
  - Victoire dans la catégorie LMGTE Am aux 24 Heures du Mans 2017
- European Le Mans Series / Le Mans Series
  - Champion GTE European Le Mans Series 2017
  - Champion GTE Pro European Le Mans Series 2012
  - Victoire dans la catégorie GT2 aux 1 000 kilomètres d'Algarve et aux 1 000 kilomètres de Silverstone en 2009
  - Victoire dans la catégorie GTE Pro aux 6 Heures du Castellet et aux 6 Heures d'Estoril en 2011
  - Victoire dans la catégorie GTE Pro aux 6 Heures du Castellet en 2012

## Galerie

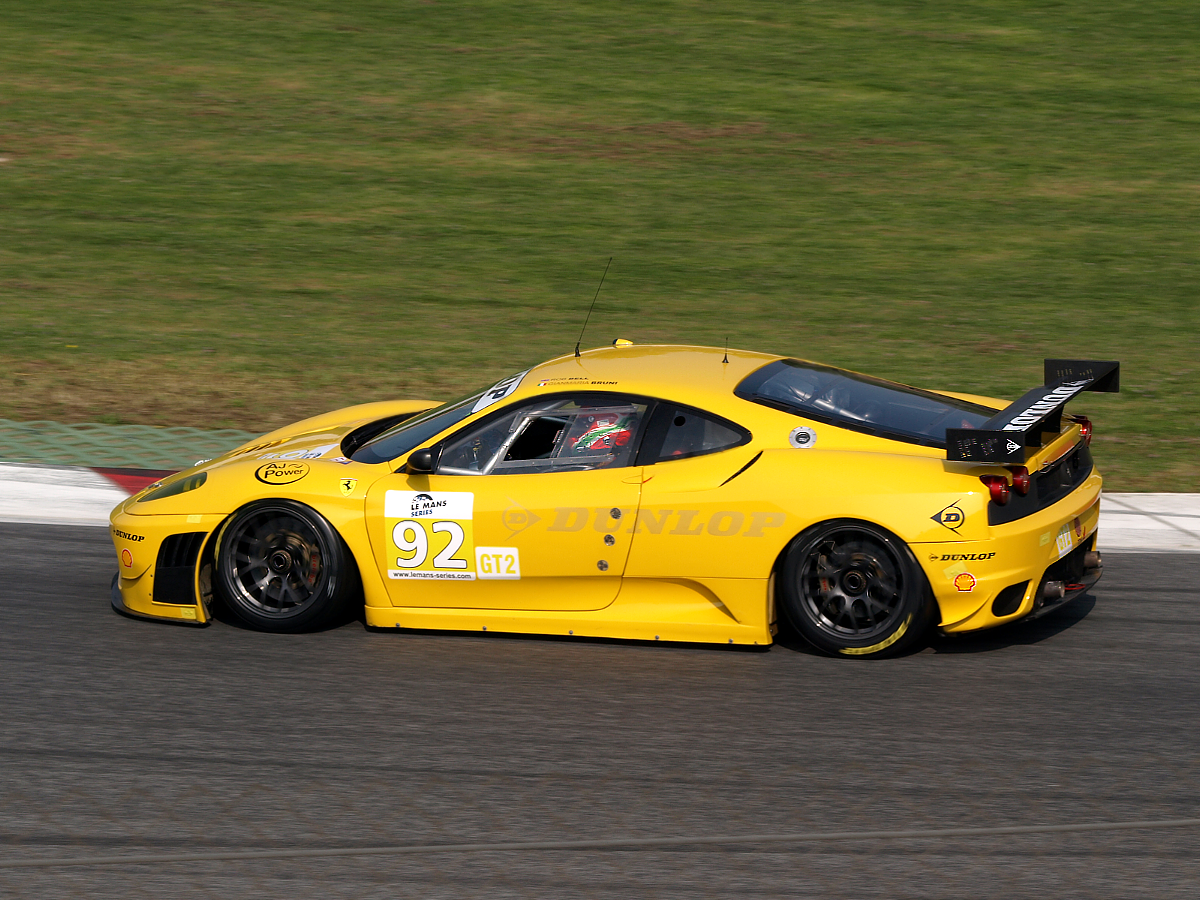
La Ferrari F430 GTC lors des 1 000 kilomètres de Catalogne 2009.
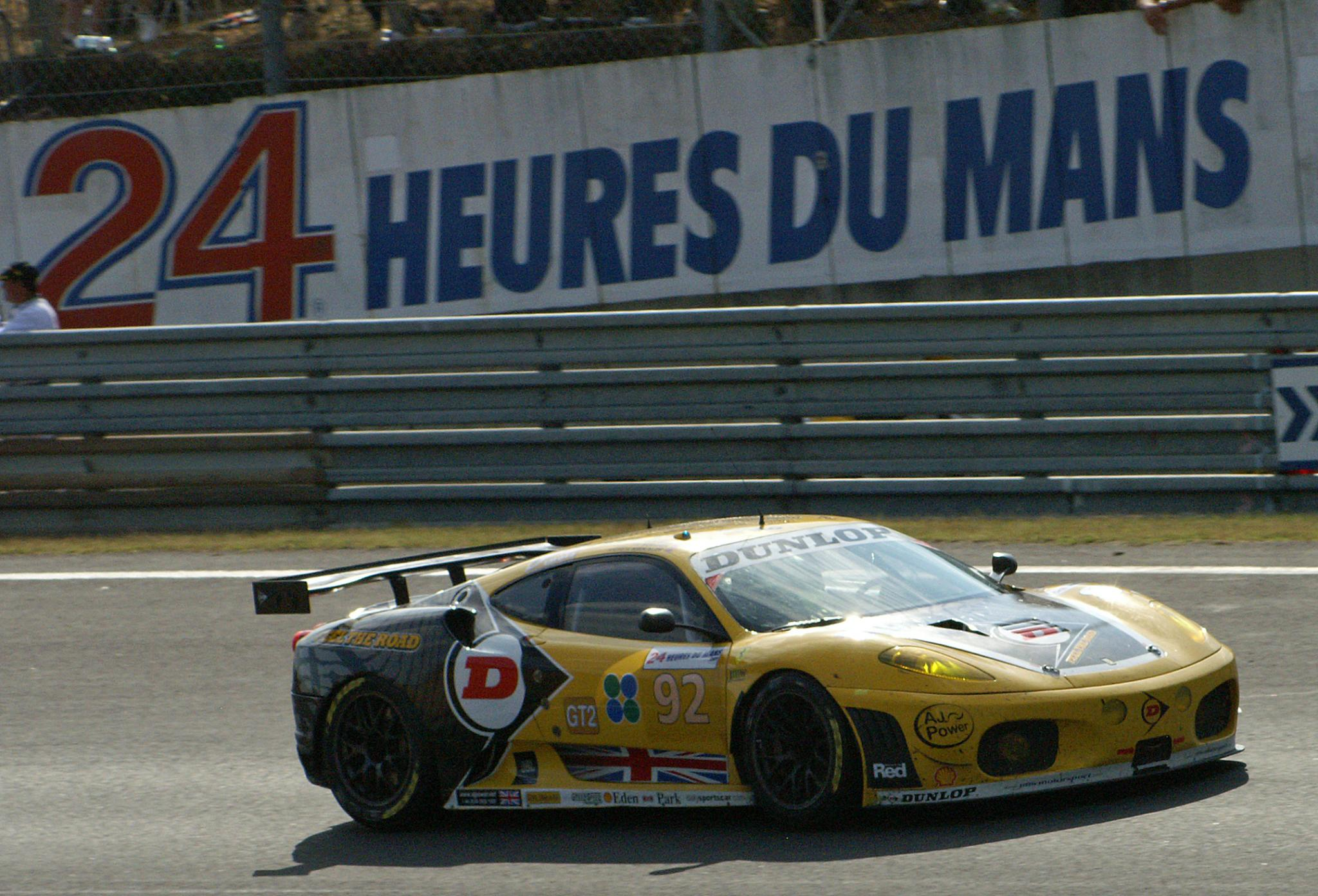
La Ferrari F430 GTC aux 24 Heures du Mans 2009.
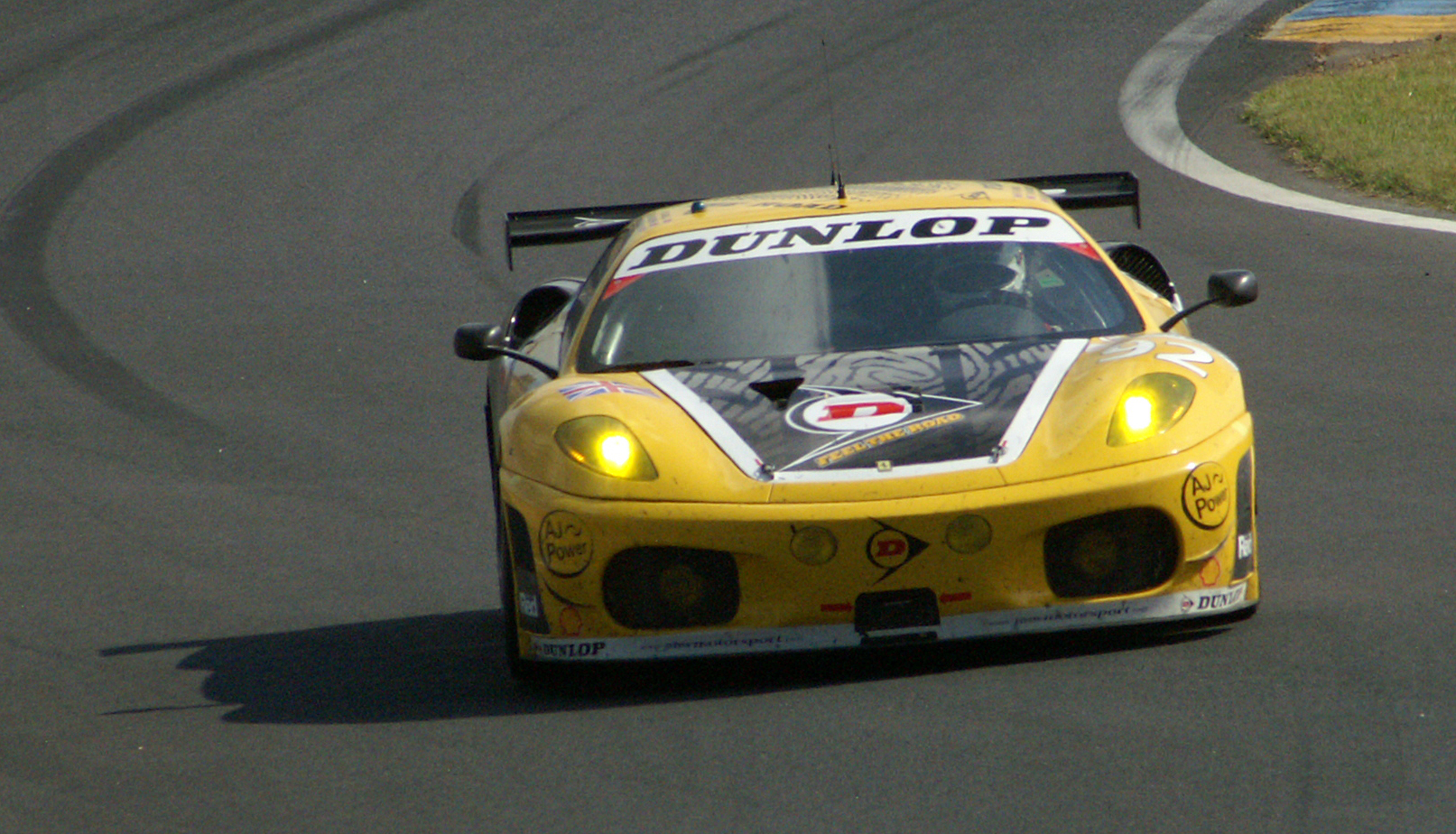
La Ferrari F430 GTC aux 24 Heures du Mans 2009.
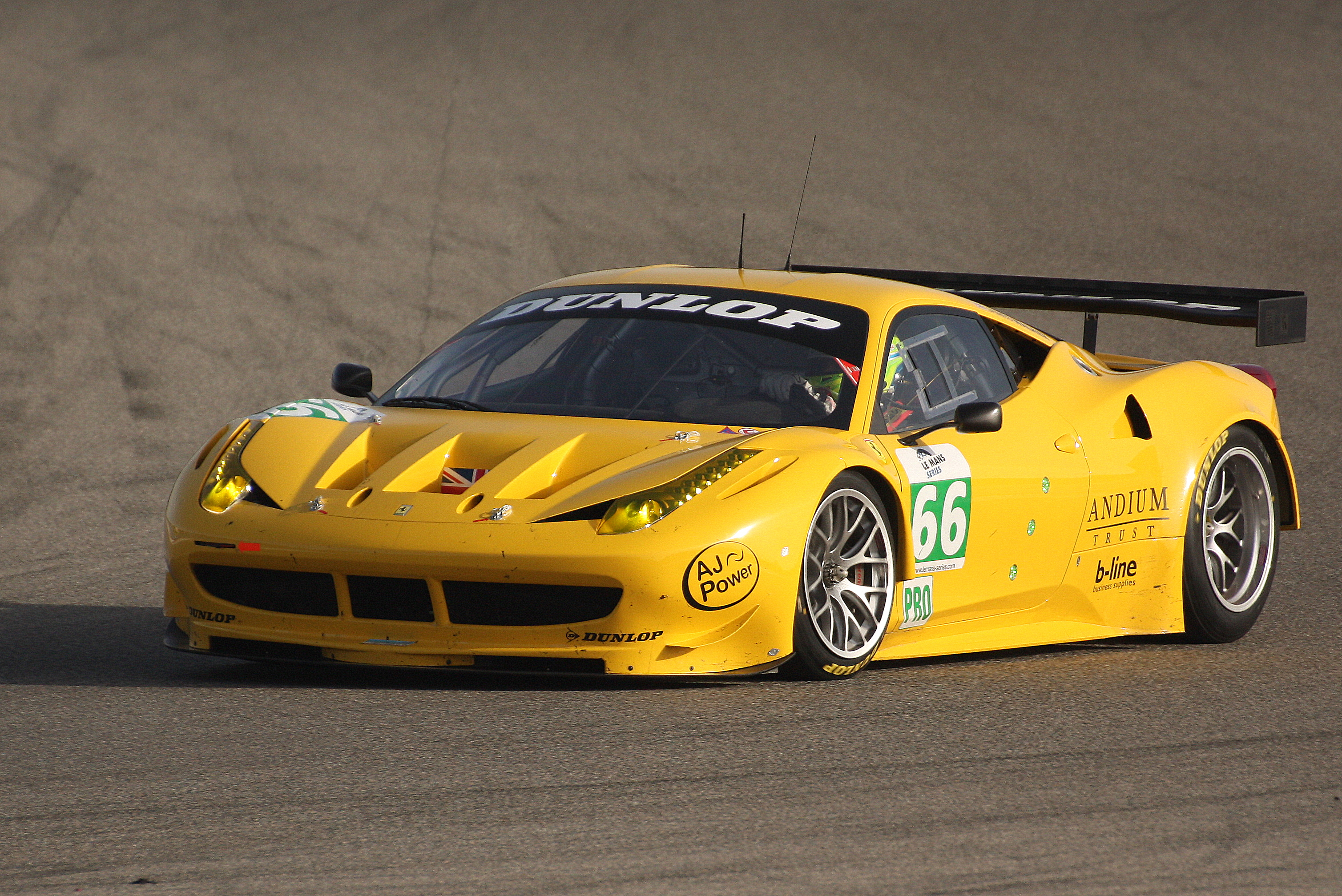
La Ferrari 458 Italia GT2 lors des 6 Heures du Castellet 2011.
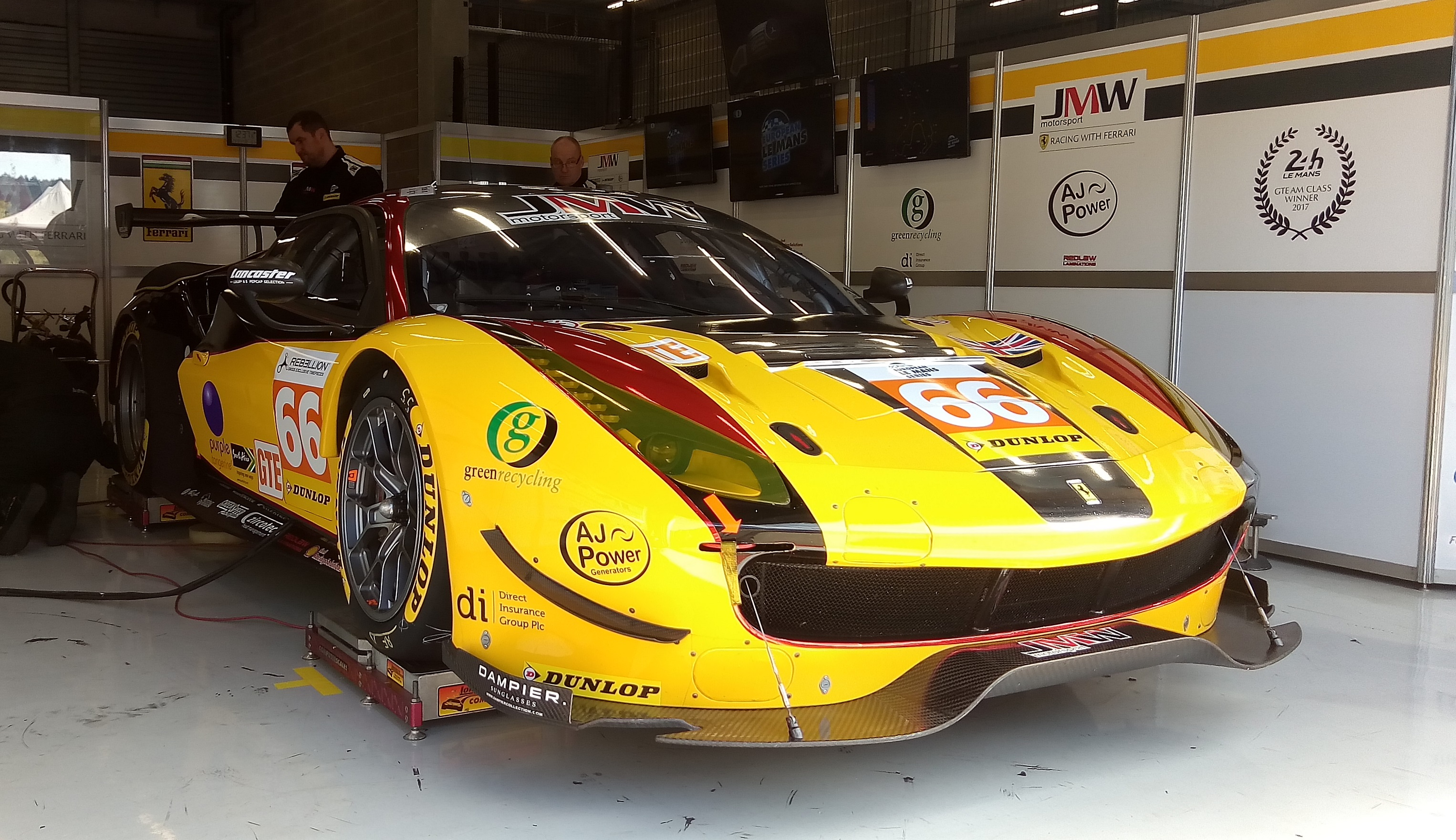
La Ferrari 488 GTE du JMW Motorsport dans les stands.